# Regalià
Regalià (en llatí Regalianus tal com apareix a les monedes), o també Regallianus o Regillianus segons Víctor i Zòsim, va ser un dels trenta tirans que Trebel·li Pol·lió descriu a la Historia Augusta. Va ser un usurpador del tron imperial romà. Era d'ascendència dàcia i fins i tot s'ha dit que era parent de Decèbal. Segurament tenia rang senatorial.
Es va distingir pels seus èxits militars en les lluites a la frontera il·líria i va obtenir una important recomanació de Claudi (després Claudi II el Gòtic). Més endavant va ser elevat a un alt comandament per Valerià I. L'any 260 els notables de Mèsia, alarmats per les crueltats de Gal·liè contra els que havien donar suport a la rebel·lió d'Ingenu a Pannònia, i amb el suport dels legionaris de la província, el van proclamar emperador, i va elevar a la seva dona Sulpícia Driantil·la al rang d'augusta.
Va lluitar amb èxit contra els sàrmates, però després de la victòria els mateixos soldats i notables, aliats als roxolans, el van matar.